# Silke Bachmann
Silke Bachmann (ur. 21 lutego 1977 w Bolzano) – włoska narciarka alpejska.

## Kariera
W zawodach Pucharu Świata zadebiutowała 3 stycznia 1997 roku w Mariborze, gdzie zajęła 19. miejsce w gigancie. Tym samym już w debiucie zdobyła pierwsze punkty. Na podium zawodów tego cyklu jedyny raz stanęła 4 grudnia 1999 roku w Serre Chevalier, kończąc rywalizację w tej samej konkurencji na trzeciej pozycji. W zawodach tych wyprzedziły ją jedynie dwie Austriaczki: Michaela Dorfmeister i Anita Wachter. W sezonie 1999/2000 zajęła 39. miejsce w klasyfikacji generalnej.
Wystartowała na igrzyskach olimpijskich w Salt Lake City w 2002 roku, gdzie zajęła 16. miejsce w gigancie i 18. w slalomie. Zajęła też między innymi czternastą pozycję w gigancie na mistrzostwach świata w Sankt Anton w 3001 roku.

## Osiągnięcia

### Igrzyska olimpijskie
| Miejsce | Dzień     | Rok  | Miejscowość    | Konkurencja | Czas biegu | Strata | Zwyciężczyni    |
| ------- | --------- | ---- | -------------- | ----------- | ---------- | ------ | --------------- |
| 18.     | 20 lutego | 2002 | Salt Lake City | Slalom      | 1:46,10    | +6,84  | Janica Kostelić |
| 16.     | 22 lutego | 2002 | Salt Lake City | Gigant      | 2:30,01    | +3,93  | Janica Kostelić |

### Mistrzostwa świata
| Miejsce | Dzień     | Rok  | Miejscowość  | Konkurencja | Czas biegu | Strata | Zwyciężczyni |
| ------- | --------- | ---- | ------------ | ----------- | ---------- | ------ | ------------ |
| DNF1    | 7 lutego  | 2001 | Sankt Anton  | Slalom      | 1:32,95    | -      | Anja Pärson  |
| 14.     | 9 lutego  | 2001 | Sankt Anton  | Gigant      | 2:19,01    | +5,79  | Sonja Nef    |
| 22.     | 13 lutego | 2003 | Sankt Moritz | Gigant      | 2:30,97    | +5,45  | Anja Pärson  |

### Puchar Świata

#### Miejsca w klasyfikacji generalnej
- sezon 1996/1997: 99.
- sezon 1998/1999: 87.
- sezon 1999/2000: 39.
- sezon 2000/2001: 60.
- sezon 2001/2002: 56.
- sezon 2002/2003: 74.
- sezon 2003/2004: 71.
- sezon 2004/2005: 87.

#### Miejsca na podium
1. Serre Chevalier – 4 grudnia 1999 (gigant) – 3. miejsce